# Andrakammarvalet i Sverige 1917
Andrakammarvalet i Sverige 1917 hölls den 20 september 1917.

## Valkampanj
Den svenska sommaren 1917 hade präglats av ett flertal hunger- och militärdemonstrationer, bland annat inspirerade av ryska revolutionen. I maj hade Socialdemokraternas vänsterflygel brutit sig ut och bildat Sveriges socialdemokratiska vänsterparti. Ytterligare två partier, de båda lantbrukspartierna Bondeförbundet och Jordbrukarnas riksförbund, fanns för första gången på egna listor - Bondeförbundet hade dock ställt upp under Allmänna valmansförbundets kampanjorganisation i höstvalet 1914, och då erhållit 0,2% av rösterna.
I valet blåste vänstervindar med krav på demokratiska och sociala reformer. Livsmedelsbristen har kommit att ge valet smeknamnet "hungervalet", och den sittande regeringen Hammarskjöld utpekades från socialdemokratiskt håll som skyldig till problemen. Livsmedelsfrågan gav liberaler, socialdemokrater och vänstersocialister vind i seglen. Dessa krävde allmän rösträtt för män och kvinnor samt borttagande av den 40-gradiga skalan i de kommunala valen. Högern och de båda bondepartierna sa nej till reformkraven.

## Valresultat
För samtliga genom valet invalda riksdagsmän, se Lista över ledamöter av Sveriges riksdags andra kammare 1918-1920.
| Parti                | Parti                                     | Partiledare                | Röster           | Röster | Röster | Mandatfördelning | Mandatfördelning |
| Parti                | Parti                                     | Partiledare                | Antal            | %      | +− %   | Antal            | +−               |
| -------------------- | ----------------------------------------- | -------------------------- | ---------------- | ------ | ------ | ---------------- | ---------------- |
|                      | Sveriges socialdemokratiska arbetareparti | Hjalmar Branting           | 228 777          | 31,1   | −5,3   | 86               | −1               |
|                      | Liberala samlingspartiet                  | Daniel Persson i Tällberg  | 202 936          | 27,6   | +0,7   | 62               | +5               |
|                      | Allmänna valmansförbundet                 | Arvid Lindman              | 182 070          | 24,7   | −11,8  | 59               | −27              |
|                      | Sveriges socialdemokratiska vänsterparti  | Zeth Höglund               | 59 243           | 8,1    | —      | 11               | +11              |
|                      | Bondeförbundet                            | Erik Eriksson i Spraxkya   | 39 262           | 5,3    | +5,1   | 9                | +9               |
|                      | Jordbrukarnas Riksförbund                 | Johannes Nilsson i Gårdsby | 22 659           | 3,1    | —      | 3                | +3               |
|                      | Fria gruppen                              | Adolf Christiernson        | 859              | 0,1    | —      | —                | —                |
|                      | Övriga partier                            | —                          | 178              | 0      | —      | —                | —                |
| Antal giltiga röster | Antal giltiga röster                      | Antal giltiga röster       | 735 984          | 100,0  |        | 230              |                  |
| Ogiltiga röster      | Ogiltiga röster                           | Ogiltiga röster            | 3 069            |        |        |                  |                  |
| Totalt               | Totalt                                    | Totalt                     | 739 053 (65,8 %) |        |        |                  |                  |

- Fria gruppen fick samtliga sina röster i Helsingborgs, Landskrona och Lunds valkrets.

Inför valet var 1 123 969 personer röstberättigade.

## Regeringsbildning
Alla de tre nya partierna kom in i kammaren, och Högern blev valets förlorare - liberalernas (efter valet nytillträdde) partiledare Nils Edén fick i uppdrag att bilda regering. Regeringen Edén, en koalitionsregering bestående av liberaler och socialdemokrater, sprack dock i mars 1920, och efterträddes av den helt igenom socialdemokratiska minoritetsregeringen Branting, som satt i regeringsställning under mandatperiodens sista halvår.